# Нидеркирхен (Пфальц)
Нидеркирхен (нем. Niederkirchen) — община в Германии, в земле Рейнланд-Пфальц.
Входит в состав района Кайзерслаутерн. Подчиняется управлению Оттерберг. Население составляет 1994 человека (на 31 декабря 2010 года). Занимает площадь 23,85 км².
Коммуна подразделяется на 3 сельских округа.